# Prinzessin Peach
Prinzessin Peach (jap. ピーチ姫, Pīchi-hime, außerhalb Japans ehemals Prinzessin Toadstool genannt) ist eine Figur aus den Videospielen der Super-Mario-Reihe. In der Mehrheit dieser Jump-’n’-Run-Spiele kommt ihr die Rolle der zu rettenden Prinzessin zu. Im Nintendo-DS-Spiel Super Princess Peach ist sie die Hauptfigur, die den entführten Mario retten muss. Im Nintendo-Switch-Spiel Princess Peach: Showtime! übernimmt sie ebenfalls die Hauptrolle. Daneben taucht sie in Super Mario Bros. 2 und Mario-Spielen anderer Genres als wählbare Spielfigur auf.

## Entstehung
Im Arcade-Spiel Donkey Kong (1981), dem ersten Titel mit Nintendos Mario (der damals aber noch „Jumpman“ hieß), tritt Pauline auf, eine der bekanntesten Videospielfiguren vom Typ der „Jungfrau in Nöten“. 1985 erschien das Spiel Super Mario Bros., in dem Peach (in den Vereinigten Staaten Toadstool; „Peach“ etablierte sich erst mit dem Spiel Super Mario 64) die Rolle des zu rettenden Fräuleins einnahm.
Die erste Zeichnung der Figur stammt vom Super-Mario-Schöpfer Shigeru Miyamoto und ist Teil der Grafik auf dem japanischen Spielmodul zu Super Mario Bros. Auf dieser Darstellung aufbauend erstellte der Anime-Zeichner Yōichi Kotabe alle nachfolgenden Designs der Figur. Er orientierte sich dabei an Vorgaben von Miyamoto, der sich eine Figur wünschte, die stur, aber auch niedlich wirkt und katzenartige Augen hat.

## Aussehen
Prinzessin Peach hat langes, stufiges, blondes Haar, blaue Augen und eine schlanke Figur. Sie trägt ein rosa Ballkleid, weiße Handschuhe, runde Ohrringe und eine kleine, gezackte, goldene Krone. In den Mario-Sportspielen trägt sie auch rosa Sport-Kleidung und ihr Haar ist zu einem Zopf gebunden.

## Auftritte

### Videospiele
Zum ersten Mal trat Prinzessin Peach in Super Mario Bros. auf. In diesem Spiel wird sie von Marios Erzfeind Bowser entführt und gefangen gehalten. Auch in nachfolgenden Jump-and-Run-Spielen muss sie des Öfteren gerettet werden. Die amerikanische und europäische Ausgabe des Spiels Super Mario Bros. 2 – eine Version des japanischen Videospiels Doki Doki Panic mit Mario-Figuren – enthält Prinzessin Peach als spielbare Figur. Dem Spieler ist es möglich, mit ihr kurze Zeit in der Luft zu schweben. Im dritten Mario-Bros-Spiel muss sie wieder von Mario gerettet werden. In Super Princess Peach für den Handheld Nintendo DS ist Peach die Protagonistin und muss Mario und seinen Bruder Luigi aus Bowsers Gewalt befreien.
Neben den Jump ’n’ Runs erscheint Peach als spielbare Figur in Videospielen anderer Genres. Sie ist eine wiederkehrende Figur in den Titeln der Mario-Kart-Rennspielreihe. Weitere Auftritte hat Peach in den Reihen Super Smash Bros. und Mario Party, in dem Super-Nintendo-Rollenspiel Super Mario RPG und dem Wii-Titel Super Paper Mario sowie in Sportspielen (Baseball, Basketball, Fußball, Golf, Tennis).

### Fernsehserien
In der Serie The Super Mario Brothers von DiC Entertainment ist Peach eine der regelmäßig auftauchenden Figuren. Anders als in den Vorlagen wird Peach in den Serien nicht von Bowser entführt, sondern hilft Mario aktiv bei seinen Abenteuern.

### Filme
In dem Animationsfilm Der Super Mario Bros. Film wird Peach in der englischen Fassung von Anya Taylor-Joy gesprochen. Die deutsche Synchronstimme ist Dalia Mya Schmidt-Foß.

## Kritik und Umdeutung
Die Prinzessin wird als Beispiel der ewig zu beschützenden/zu rettenden Frau genannt, die durch ihren Helden befreit werden muss.
Das Verhalten in den Mario-Spielen, in denen die Prinzessin spielbar ist, entspreche oft dem einer typischen blonden und hilflosen Prinzessin, die zu schmollen beginne, wenn sie ihr Ziel nicht erreichen kann. Eine Spielkritik attestiert dem Spiel Super Princess Peach „sexistische Untertöne“, weil Peachs Geheimwaffe darin bestünde, dass sie unverhofft emotionale Ausbrüche bekommen könne.
Ungeachtet dessen ist Prinzessin Peach als spielbarer Charakter vor allem bei Mädchen beliebt. Sowohl ihre magischen Fähigkeiten als auch ihre Konzeption als hübsche Prinzessin verhelfen ihr zu einer erhöhten Beliebtheit bei Mädchen. Jungen hingegen sehen sie als schwächer an.
Die Rapperin Sukini widmete der Figur einen eigenen Titel, in der Prinzessin Peach im Sinne dieser Kritik umgedeutet wird.